# Can Pau Cusó
Can Pau Cusó és una obra de Premià de Dalt (Maresme) protegida com a bé cultural d'interès local.

## Descripció
Edifici de planta rectangular formada per planta baixa, pis i golfes al cos central. Al primer pis hi ha tres balcons de poca volada amb un òcul a sobre les obertures laterals. La coberta és a dues aigües amb un rematament curvilini que forma el conjunt.